# Governatore della Carolina del Sud
Il  governatore della Carolina del Sud svolge il suo ruolo come capo del governo dello stato della Carolina del Sud.
Attualmente, il governatore in carica è il repubblicano Henry McMaster

## Qualifiche
Per essere eleggibili occorre:
- Avere almeno 30 anni di età.
- Essere cittadino degli Stati Uniti e risiedere nella Carolina del Sud per 5 anni precedenti il giorno delle elezioni

## Elenco
Democratico (57)    Repubblicano (9)
| #   | Foto | Nome                         | Mandato           | Mandato           | Partito | Partito                  |
| #   | Foto | Nome                         | Inizio            | Termine           | Partito | Partito                  |
| --- | ---- | ---------------------------- | ----------------- | ----------------- | ------- | ------------------------ |
| 1   |      | William Sayle                | 15 marzo 1670     | 4 marzo 1671      |         |                          |
| 2   |      | Joseph West                  | 4 marzo 1671      | 19 aprile 1672    |         |                          |
| 3   |      | Yeamans John                 | 19 aprile 1672    | 13 agosto 1674    |         |                          |
|     |      | Joseph West                  | 13 agosto 1674    | ottobre 1682      |         |                          |
| 4   |      | Joseph Morton                | ottobre, 1682     | agosto 1684       |         |                          |
| 5   |      | Richard Kyrle                | agosto 1684       | 30 agosto 1684    |         |                          |
|     |      | Joseph West                  | 30 agosto 1684    | 1º luglio 1685    |         |                          |
| 6   |      | Robert Quary                 | luglio 1684       | ottobre 1685      |         |                          |
|     |      | Joseph Morton                | ottobre 1685      | novembre 1686     |         |                          |
| 7   |      | James Colleton               | novembre 1686     | 1690              |         |                          |
| 8   |      | Seth Sothell                 | 1690              | 1692              |         |                          |
| 9   |      | Philip Ludwell               | 11 aprile 1692    | maggio 1693       |         |                          |
| 10  |      | Thomas Smith                 | maggio 1693       | 16 novembre 1694  |         |                          |
| 11  |      | Joseph Blake                 | 16 novembre 1694  | 17 agosto 1695    |         |                          |
| 12  |      | John Archdale                | 17 agosto 1695    | 29 ottobre 1696   |         |                          |
|     |      | Joseph Blake                 | 29 ottobre 1696   | 7 settembre 1700  |         |                          |
| 13  |      | James Moore                  | 11 settembre 1700 | marzo 1703        |         |                          |
| 14  |      | Nathaniel Johnson            | marzo 1703        | 26 novembre 1709  |         |                          |
| 15  |      | Edward Tynte                 | 26 novembre 1709  | 26 giugno 1710    |         |                          |
| 16  |      | Robert Gibbes                | giugno 1710       | 19 marzo 1712     |         |                          |
| 17  |      | Charles Craven               | 19 marzo 1712     | 23 aprile 1716    |         |                          |
| 18  |      | Robert Daniell               | 25 aprile 1716    | 1717              |         |                          |
| 19  |      | Robert Johnson               | 1717              | 21 dicembre 1719  |         |                          |
| 20  |      | James Moore II               | 21 dicembre 1719  | 30 maggio 1721    |         |                          |
| 21  |      | Francis Nicholson            | 30 maggio 1721    | 7 maggio 1725     |         |                          |
| 22  |      | Arthur Middleton             | 7 maggio 1725     | 15 dicembre 1730  |         |                          |
|     |      | Robert Johnson               | 15 dicembre 1730  | 3 maggio 1735     |         |                          |
| 23  |      | Thomas Broughton             | 3 maggio 1735     | 22 novembre 1737  |         |                          |
| 24  |      | William Bull                 | 22 novembre 1737  | 17 dicembre 1743  |         |                          |
|     |      | Samuel Horsey                | [ 6 ]             |                   |         |                          |
| 25  |      | James Glen                   | 17 dicembre 1743  | 1º giugno 1756    |         |                          |
| 26  |      | William Henry Lyttleton      | 1º giugno 1756    | 5 aprile 1760     |         |                          |
|     |      | Thomas Pownall               | [ 8 ]             |                   |         |                          |
| 27  |      | William Bull II              | 5 aprile 1760     | 22 dicembre 1761  |         |                          |
| 28  |      | Thomas Boone                 | 22 dicembre 1761  | 14 maggio 1764    |         |                          |
|     |      | William Bull II              | 14 maggio 1764    | 12 giugno 1766    |         |                          |
| 29  |      | Charles Greville Montagu     | 12 giugno 1766    | maggio 1768       |         |                          |
|     |      | William Bull II              | maggio 1768       | 30 ottobre 1768   |         |                          |
|     |      | Charles Greville Montagu     | 30 ottobre 1768   | 31 luglio 1769    |         |                          |
|     |      | William Bull II              | 31 luglio 1769    | 15 settembre 1771 |         |                          |
|     |      | Charles Greville Montagu     | 15 settembre 1771 | 6 marzo 1773      |         |                          |
|     |      | William Bull II              | 6 marzo 1773      | 18 giugno 1775    |         |                          |
| 30  |      | William Campbell             | 18 giugno 1775    | 15 settembre 1775 |         |                          |
|     |      | Henry Laurens                | 1775              | 1776              |         |                          |
| 31  |      | John Rutledge                | 26 marzo 1776     | 5 marzo 1778      |         | Nessuno                  |
| 32  |      | Rawlins Lowndes              | 6 marzo 1778      | 9 gennaio 1779    |         | Nessuno                  |
| 31  |      | John Rutledge                | 9 gennaio 1779    | 31 gennaio 1782   |         | Nessuno                  |
| 33  |      | John Mathews                 | 31 gennaio 1782   | 4 febbraio 1783   |         | Nessuno                  |
| 34  |      | Benjamin Guerard             | 4 febbraio 1783   | 11 febbraio 1785  |         | Nessuno                  |
| 35  |      | William Moultrie             | 11 febbraio 1785  | 20 febbraio 1787  |         | Nessuno                  |
| 36  |      | Thomas Pinckney              | 20 febbraio 1787  | 26 gennaio 1789   |         | Federalista              |
| 37  |      | Charles Pinckney             | 26 gennaio 1789   | 5 dicembre 1792   |         | Federalista              |
| 35  |      | William Moultrie             | 5 dicembre 1792   | 17 dicembre 1794  |         | Federalista              |
| 38  |      | Arnoldus Vanderhorst         | 17 dicembre 1794  | 8 dicembre 1796   |         | Federalista              |
| 37  |      | Charles Pinckney             | 8 dicembre 1796   | 18 dicembre 1798  |         | Democratico-Repubblicano |
| 39  |      | Edward Rutledge              | 18 dicembre 1798  | 23 gennaio 1800   |         | Federalista              |
| 40  |      | John Drayton                 | 23 gennaio 1800   | 8 dicembre 1802   |         | Democratico-Repubblicano |
| 41  |      | James Richardson Burchill    | 8 dicembre 1802   | 7 dicembre 1804   |         | Democratico-Repubblicano |
| 42  |      | Paul Hamilton                | 7 dicembre 1804   | 9 dicembre 1806   |         | Democratico-Repubblicano |
| 37  |      | Charles Pinckney             | 9 dicembre 1806   | 10 dicembre 1808  |         | Democratico-Repubblicano |
| 40  |      | John Drayton                 | 10 dicembre 1808  | 8 dicembre 1810   |         | Democratico-Repubblicano |
| 43  |      | Henry Middleton              | 8 dicembre 1810   | 10 dicembre 1812  |         | Democratico-Repubblicano |
| 44  |      | Joseph Alston                | 10 dicembre 1812  | 10 dicembre 1814  |         | Democratico-Repubblicano |
| 45  |      | David Rogerson Williams      | 10 dicembre 1814  | 5 dicembre 1816   |         | Democratico-Repubblicano |
| 46  |      | Andrew Pickens               | 5 dicembre 1816   | 8 dicembre 1818   |         | Democratico-Repubblicano |
| 47  |      | John Geddes                  | 8 dicembre 1818   | 7 dicembre 1820   |         | Democratico-Repubblicano |
| 48  |      | Thomas Bennett, Jr.          | 7 dicembre 1820   | 7 dicembre 1822   |         | Democratico-Repubblicano |
| 49  |      | John Lyde Wilson             | 7 dicembre 1822   | 3 dicembre 1824   |         | Democratico-Repubblicano |
| 50  |      | Richard Manning Irvine I     | 3 dicembre 1824   | 9 dicembre 1826   |         | Democratico-Repubblicano |
| 51  |      | John Taylor                  | 9 dicembre 1826   | 10 dicembre 1828  |         | Democratico-Repubblicano |
| 52  |      | Stephen Decatur Miller       | 10 dicembre 1828  | 9 dicembre 1830   |         | Nullifier                |
| 53  |      | James Hamilton, Jr.          | 9 dicembre 1830   | 10 dicembre 1832  |         | Nullifier                |
| 54  |      | Robert Young Hayne           | 10 dicembre 1832  | 9 dicembre 1834   |         | Nullifier                |
| 55  |      | George McDuffie              | 9 dicembre 1834   | 10 dicembre 1836  |         | Democratico              |
| 56  |      | Pierce Mason Butler          | 10 dicembre 1836  | 7 dicembre 1838   |         | Democratico              |
| 57  |      | Patrick Noble                | 7 dicembre 1838   | 7 aprile 1840     |         | Democratico              |
| 58  |      | Barnaba Kelet Henagan        | 7 aprile 1840     | 9 dicembre 1840   |         | Democratico              |
| 59  |      | John Peter Richardson II     | 9 dicembre 1840   | 8 dicembre 1842   |         | Democratico              |
| 60  |      | James Henry Hammond          | 8 dicembre 1842   | 7 dicembre 1844   |         | Democratico              |
| 61  |      | William Aiken, Jr.           | 7 dicembre 1844   | 8 dicembre 1846   |         | Democratico              |
| 62  |      | David Johnson                | 8 dicembre 1846   | 12 dicembre 1848  |         | Democratico              |
| 63  |      | Whitemarsh B. Seabrook       | 12 dicembre 1848  | 13 dicembre 1850  |         | Democratico              |
| 64  |      | John Hugh Means              | 13 dicembre 1850  | 9 dicembre 1852   |         | Democratico              |
| 65  |      | John Lawrence Manning        | 9 dicembre 1852   | 11 dicembre 1854  |         | Democratico              |
| 66  |      | James Hopkins Adams          | 11 dicembre 1854  | 9 dicembre 1856   |         | Democratico              |
| 67  |      | Robert FW Allston            | 9 dicembre 1856   | 10 dicembre 1858  |         | Democratico              |
| 68  |      | William Henry Gist           | 10 dicembre 1858  | 14 dicembre 1860  |         | Democratico              |
| 69  |      | Francis W. Pickens           | 14 dicembre 1860  | 17 dicembre 1862  |         | Democratico              |
| 70  |      | Milledge Luke Bonham         | 17 dicembre 1862  | 18 dicembre 1864  |         | Democratico              |
| 71  |      | Andrew Gordon Magrath        | 18 dicembre 1864  | 25 maggio 1865    |         | Democratico              |
| 72  |      | Benjamin Franklin Perry      | 30 giugno 1865    | 29 novembre 1865  |         | Unionista Democratico    |
| 73  |      | James Lawrence Orr           | 29 novembre 1865  | 6 luglio 1868     |         | Nessuno                  |
| 74  |      | Robert Kingston Scott        | 6 luglio 1868     | 7 dicembre 1872   |         | Repubblicano             |
| 75  |      | Franklin I. Mosè Junior      | 7 dicembre 1872   | 1º dicembre 1874  |         | Repubblicano             |
| 76  |      | Daniel Henry Chamberlain     | 1º dicembre 1874  | 14 dicembre 1876  |         | Repubblicano             |
| 77  |      | Wade Hampton III             | 14 dicembre 1876  | 26 febbraio 1879  |         | Democratico              |
| 78  |      | William Dunlap Simpson       | 26 febbraio 1879  | 1º settembre 1880 |         | Democratico              |
| 79  |      | Thomas Bothwell Jeter        | 1º settembre 1880 | 30 novembre 1880  |         | Democratico              |
| 80  |      | Johnson Hagood               | 30 novembre 1880  | 1º dicembre 1882  |         | Democratico              |
| 81  |      | Hugh Smith Thompson          | 1º dicembre 1882  | 10 luglio 1886    |         | Democratico              |
| 82  |      | John Calhoun Sheppard        | 10 luglio 1886    | 30 novembre 1886  |         | Democratico              |
| 83  |      | John Peter Richardson III    | 30 novembre 1886  | 4 dicembre 1890   |         | Democratico              |
| 84  |      | Benjamin Ryan Tillman        | 4 dicembre 1890   | 4 dicembre 1894   |         | Democratico              |
| 85  |      | John Gary Evans              | 4 dicembre 1894   | 18 gennaio 1897   |         | Democratico              |
| 86  |      | William Haselden Ellerbe     | 18 gennaio 1897   | 2 giugno 1899     |         | Democratico              |
| 87  |      | Miles Benjamin McSweeney     | 2 giugno 1899     | 20 gennaio 1903   |         | Democratico              |
| 88  |      | Duncan Clinch Heyward        | 20 gennaio 1903   | 15 gennaio 1907   |         | Democratico              |
| 89  |      | Martin Frederick Ansel       | 15 gennaio 1907   | 17 gennaio 1911   |         | Democratico              |
| 90  |      | Coleman Livingston Blease    | 17 gennaio 1911   | 14 gennaio 1915   |         | Democratico              |
| 91  |      | Charles Aurelius Smith       | 14 gennaio 1915   | 19 gennaio 1915   |         | Democratico              |
| 92  |      | Richard Manning Irvine III   | 19 gennaio 1915   | 21 gennaio 1919   |         | Democratico              |
| 93  |      | Robert Archer Cooper         | 21 gennaio 1919   | 20 maggio 1922    |         | Democratico              |
| 94  |      | Godfrey Wilson Harvey        | 20 maggio 1922    | 16 gennaio 1923   |         | Democratico              |
| 95  |      | Thomas Gordon McLeod         | 16 gennaio 1923   | 18 gennaio 1927   |         | Democratico              |
| 96  |      | John Gardiner Richards, Jr.  | 18 gennaio 1927   | 20 gennaio 1931   |         | Democratico              |
| 97  |      | Ibra Charles Blackwood       | 20 gennaio 1931   | 15 gennaio 1935   |         | Democratico              |
| 98  |      | Olin D. Johnston             | 15 gennaio 1935   | 17 gennaio 1939   |         | Democratico              |
| 99  |      | Burnet R. Maybank            | 17 gennaio 1939   | 4 novembre 1941   |         | Democratico              |
| 100 |      | Joseph Emile Harley          | 4 novembre 1941   | 27 febbraio 1942  |         | Democratico              |
| 101 |      | Richard Manning Jefferies    | 27 febbraio 1942  | 19 gennaio 1943   |         | Democratico              |
| 98  |      | Olin D. Johnston             | 19 gennaio 1943   | 2 gennaio 1945    |         | Democratico              |
| 102 |      | Ransome Judson Williams      | 2 gennaio 1945    | 21 gennaio 1947   |         | Democratico              |
| 103 |      | Strom Thurmond               | 21 gennaio 1947   | 16 gennaio 1951   |         | Democratico              |
| 104 |      | James Francis Byrnes         | 16 gennaio 1951   | 18 gennaio 1955   |         | Democratico              |
| 105 |      | George Bell Timmerman, Jr.   | 18 gennaio 1955   | 20 gennaio 1959   |         | Democratico              |
| 106 |      | Ernest "Fritz" Hollings      | 20 gennaio 1959   | 15 gennaio 1963   |         | Democratico              |
| 107 |      | Donald Stuart Russell        | 15 gennaio 1963   | 22 aprile 1965    |         | Democratico              |
| 108 |      | Robert McNair Evander        | 22 aprile 1965    | 19 gennaio 1971   |         | Democratico              |
| 109 |      | John C. West                 | 19 gennaio 1971   | 21 gennaio 1975   |         | Democratico              |
| 110 |      | James Burrows Edwards        | 21 gennaio 1975   | 10 gennaio 1979   |         | Repubblicano             |
| 111 |      | Richard Wilson Riley         | 10 gennaio 1979   | 14 gennaio 1987   |         | Democratico              |
| 112 |      | Carroll Ashmore Campbell Jr. | 14 gennaio 1987   | 11 gennaio 1995   |         | Repubblicano             |
| 113 |      | David Beasley                | 11 gennaio 1995   | 13 gennaio 1999   |         | Repubblicano             |
| 114 |      | Hovis James Hodges           | 13 gennaio 1999   | 15 gennaio 2003   |         | Democratico              |
| 115 |      | Mark Sanford                 | 15 gennaio 2003   | 12 gennaio 2011   |         | Repubblicano             |
| 116 |      | Nikki Haley                  | 12 gennaio 2011   | 24 gennaio 2017   |         | Repubblicano             |
| 117 |      | Henry McMaster               | 24 gennaio 2017   | in carica         |         | Repubblicano             |